# UGC 5460
UGC 5460 ist eine Balkenspiralgalaxie vom Hubble-Typ SBd im Sternbild Großer Bär. Sie ist rund 51 Millionen Lichtjahre von der Milchstraße entfernt.

Die Galaxie war Schauplatz zweier aktueller Supernovae namens SN 2011ht und SN 2015as.